# Aziz Bu Allam
Aziz Bu Allam (ur. 15 lipca 1988) – marokański zapaśnik walczący w obu stylach. Zajął 28. miejsce na mistrzostwach świata w 2018. Szósty na igrzyskach afrykańskich w 2019. Dziewięciokrotny medalista mistrzostw Afryki w latach 2010 - 2022. Mistrz i wicemistrz arabski w 2015 i wicemistrz w 2014. Dziewiąty na igrzyskach panarabskich w 2011. Siódmy na igrzyskach śródziemnomorskich w 2013 roku.